# Bothriomyrmex crosi
Bothriomyrmex crosi é uma espécie de inseto do gênero Bothriomyrmex, pertencente à família Formicidae.